# Saint-Romain-de-Popey
Saint-Romain-de-Popey – miejscowość i gmina we Francji, w regionie Owernia-Rodan-Alpy, w departamencie Rodan.
Według danych na rok 1990 gminę zamieszkiwało 1010 osób, a gęstość zaludnienia wynosiła 59 osób/km² (wśród 2880 gmin regionu Rodan-Alpy Saint-Romain-de-Popey plasuje się na 775. miejscu pod względem liczby ludności, natomiast pod względem powierzchni na miejscu 647.).